# بيل هيلر
بيل هيلر هو سياسي أمريكي، ولد في 3 سبتمبر 1935 في سكيل موند في الولايات المتحدة، وتوفي في 11 سبتمبر 2020. نشط حزبياً في الحزب الديمقراطي. وقد انتخب عضو مجلس نواب فلوريدا ‏.